# جيروم ألدن
جيروم ألدن (بالإنجليزية: Jerome Alden)‏ هو كاتب سيناريو أمريكي، ولد في 5 مارس 1921، وتوفي في 4 مايو 1997.

## وصلات خارجية
- جيروم ألدن على موقع IMDb (الإنجليزية)
- جيروم ألدن على موقع قاعدة بيانات برودواي على الإنترنت (الإنجليزية)